# Malaysia Airports Holdings Berhad
Malaysia Airports Holdings Berhad (MAHB) es una compañía aeroportuaria de Malasia que gestiona la mayoría de los aeropuertos de dicho país. Asimismo, gestiona aeropuertos en otros países. Su sede central está ubicada en la Oficina Corporativa de Aeropuertos de Malasia del Persiaran Korporat KLIA en el Aeropuerto Internacional de Kuala Lumpur (KLIA), Sepang, Selangor.

## Historia
Malasia Airports Berhad se incorporó en 1991 cuando el Parlamento de Malasia aprobó un proyecto de ley para separar la Autoridad de Aviación Civil de Malasia (CAAM) en dos entidades con diferentes ámbitos de responsabilidad. CAAM sigue siendo el organismo regulador de la industria de la aviación y los aeropuertos en Malasia, mientras que la nueva entidad, Malaysia Airports Berhad, se centrará en la operación, gestión y mantenimiento de los aeropuertos. En noviembre de 1992, el aeropuerto de Malasia Berhad fue debidamente autorizado por el ministro de Transporte de Malasia para llevar a cabo su función como operador del aeropuerto.
La sociedad gestora, Malaysia Airports Holdings Berhad (MAHB), se constituyó como sociedad anónima en noviembre de 1999 y posteriormente se incluyó en la Junta Principal de la Bolsa de Valores de Kuala Lumpur , convirtiéndose en la primera compañía operadora de aeropuertos en cotizar en Asia y la sexta en el mundo. La compañía cotiza en la Bolsa de Malasia (Bursa, Malasia).
El aeropuerto principal es el Aeropuerto Internacional KL (KLIA). KLIA es el resultado de una estrategia visionaria para satisfacer las necesidades de nuevos aviones grandes y la demanda de tráfico del siglo XXI. KLIA ha sido pionera en el uso de tecnología de punta en la gestión de aeropuertos conocida como Total Airport Management Systems (TAMS). TAMS, gestionado por Malaysia Airport (Technologies) Sdn. Bhd., Consta de más de 40 sistemas y funciones aeroportuarias, incluida la gestión del tráfico aéreo, el manejo de equipaje, el registro de pasajeros y la visualización de información de vuelo.
La estructura corporativa actual de MAHB incluye varias subsidiarias operativas; Malaysia Airports Sdn. Bhd. (MASB), Malaysia Airports (Sepang) Sdn. Bhd., Malaysia Airports (Niaga) Sdn. Bhd., Malaysia Airports Technologies Sdn. Bhd., Malaysia Airports (Properties) Sdn. Bhd., K.L. Airport Hotel Sdn. Bhd., MAB Agriculture-Holticulture Sdn. Bhd, Malaysia Airports Consultancy Services Sdn. Bhd., Centro Internacional Aeroespacial de Malasia (MIAC) Sdn Bhd., and Urusan Teknologi Wawasan Sdn. Bhd.,  El Grupo tiene una fuerza de personal total de más de 10.000 desplegados en 39 oficinas en todo el país.
MAHB adquirió el Aeropuerto Internacional Sabiha Gökçen en Estambul, Turquía. MAHB también prestó anteriormente servicios de gestión aeroportuaria para el aeropuerto internacional de Angkor , el aeropuerto internacional de Hyderabad India, el aeropuerto internacional de Delhi India, el aeropuerto internacional de Maldivas y el aeropuerto internacional de Phnom Penh en Camboya a través de un acuerdo de empresa conjunta con Aéroports de Paris Management S.A.
El aeropuerto de Malasia posee el Centro de capacitación (MATC), ubicado cerca del aeropuerto internacional de Kuala Lumpur y el aeropuerto internacional de Penang. Estos se establecieron para satisfacer las necesidades de capacitación de todo el personal de los aeropuertos de Malasia. Los MATC también se han utilizado como centro para programas relacionados con la seguridad realizados por la Organización de Aviación Civil Internacional (OACI). Además, los MATC brindan experiencia en materia de seguridad de la aviación al gobierno y las aerolíneas de Malasia.

## Lista de filiales
| Logo de la compañía | Nombre de empresa                                             | Fecha de establecimiento | Operador / Servicios                                                                                          |
| ------------------- | ------------------------------------------------------------- | ------------------------ | --- |
|                     | KL Airport Hotel Sdn. Bhd.                                    | 16 de enero de 1995      | Posee y opera Sama Sama Hotel KL International Airport, un hotel de 5 estrellas en KLIA                       |
|                     | MAB Agriculture-Holticulture Sdn. Bhd. (MAAH)                 | 1998                     | Cultivar y administrar las plantaciones de palma aceitera, coco y otros productos agrícolas alrededor de KLIA |
|                     | Malaysia Airports Sdn. Bhd.                                   |                          | El operador de todos los aeropuertos de Malasia, excepto el Aeropuerto Internacional de Kuala Lumpur (KLIA)   |
|                     | MA Consultancy Services Sdn. Bhd. (MACS)                      | 1994                     | Ofrece servicios de gestión, mantenimiento y técnicos en operación, desarrollo y servicios aeroportuarios.    |
|                     | MA Technologies Sdn Bhd.                                      |                          | |
|                     | Malaysia Airports (Niaga) Sdn. Bhd.                           |                          | El operador libre de impuestos de Eraman Duty Free                                                            |
|                     | MA Properties Sdn. Bhd.                                       |                          | |
|                     | Malaysia Airports (Sepang) Sdn. Bhd.                          |                          | El operador del Aeropuerto Internacional de Kuala Lumpur (KLIA)                                               |
|                     | Urusan Teknologi Wawasan Sdn. Bhd. (UTW)                      |                          | |
|                     | Centro Internacional Aeroespacial de Malasia Sdn. Bhd. (MIAC) |                          | |

## Aeropuertos gestionados
La compañía gestiona 39 aeropuertos en Malasia. Entre ellos están:
- Aeropuerto internacional de Malacca
- Aeropuerto de Bintulu
- Aeropuerto internacional de Kota Kinabalu
- Aeropuerto internacional de Kuala Lumpur
- Aeropuerto internacional de Kuching
- Aeropuerto de Labuan
- Aeropuerto Lahad Datu
- Aeropuerto internacional de Langkawi
- Aeropuerto de Limbang
- Aeropuerto Miri
- Aeropuerto internacional de Penang
- Aeropuerto de Sandakan
- Aeropuerto de Sibu
- Aeropuerto Sultan Abdul Halim
- Aeropuerto Sultan Haji Ahmad Shah
- Aeropuerto Sultan Azlan Shah
- Aeropuerto Sultan Ismail Petra
- Aeropuerto Sultan Mahmud
- Aeropuerto de Tawau
- Aeropuerto Tioman

Además de Malasia, la compañía actualmente administra un aeropuerto internacional fuera de Malasia:
- Aeropuerto Internacional Sabiha Gökçen en Estambul, Turquía

## Premios
- Chartered Institute of Logistics and Transport Malaysia - Empresa del año 2007[3]